# أحمد فاضل
فريق بحري أحمد علي فاضل هو قائد عسكري مصري, شغل منصب قائد القوات البحرية المصرية, ورئيس هيئة قناة السويس.

## حياته المهنية

### الدراسات و الشهادات العليا التي نالها
- ماجستير الملاحة البحرية من الاتحاد السوفيتي.
- ماجستير العلوم العسكرية.
- درجة الزمالة بأكاديمية ناصر العسكرية.

### المناصب التي تقلدها
- قائد لواء مدمرات.
- ملحق حربي باليونان.
- قائد قاعدة قناة السويس البحرية.
- رئيس شعبة العمليات البحرية.
- رئيس أركان القوات البحرية.
- قائد القوات البحرية.
- رئيس مجلس إدارة هيئة قناة السويس من 22 يناير 1996 حتى 12 أغسطس 2012.

## الأوسمة والأنواط والميداليات
- الوسام التذكاري لقيام الجمهورية العربية المتحدة.
- ميدالية الاستحقاق العسكري اليوغسلافي.
- نوط الشجاعة العسكري من الطبقة الأولى.
- وسام درجة فارس من الطبقة الأولى من الجمهورية التونسية.
- ميدالية العبور.
- ميدالية الخدمة الطويلة والقدوة الحسنة من الطبقة الأولى.
- وسام الاستحقاق والجدارة اليوناني من الطبقة الأولى.
- نوط الواجب العسكري من الطبقة الثانية.
- نوط الخدمة الممتازة.
- وسام الاستحقاق درجة فارس من الولايات المتحدة الأمريكية.
- وسام الجمهورية من الطبقة الأولى.
- وسام جوقة الشرف الفرنسي.